# ヒドリガモ
ヒドリガモ （緋鳥鴨、学名：Mareca penelope (Linnaeus, 1758)）は、カモ目カモ科ヨシガモ属に分類される鳥類の一種。オナガガモ、マガモ、コガモなどと並んで、日本で最も普通に見られるカモ類である。淡水型カモの一種で、他の淡水型カモよりも海上に出る傾向がある。

## 分布
ユーラシア大陸の北部の寒帯地域やアイスランドで繁殖し、冬季はヨーロッパ、アフリカ北部、インド北部、中国南部、朝鮮半島、日本などに渡り越冬する。
日本では冬鳥として全国に渡来する。北海道では厳冬期には少なく、春と秋によく見られる。

## 形態
全長はオスが約53 cm、メスが約43 cm、翼開長は68-84 cm。オスの成鳥は額から頭頂がクリーム色で、顔から頸が茶褐色、胸は薄い茶色である。体の上面は灰色で黒い細かい斑が密にある。下尾筒は黒い。メスは全体に褐色、他のカモ類と比較して赤褐色みが強く、腹は白い。オスのエクリプスはメスと似ているが、雨覆羽が白く全体に赤みが強い。くちばしはやや短めで、雌雄とも青灰色で先端が黒い。体の下面は白い。次列風切羽には白黒緑の模様がある。脚は灰黒色。頭部の形状はアメリカヒドリと同様に、他のカモ類と異なり台形に近い形状であることが特徴。

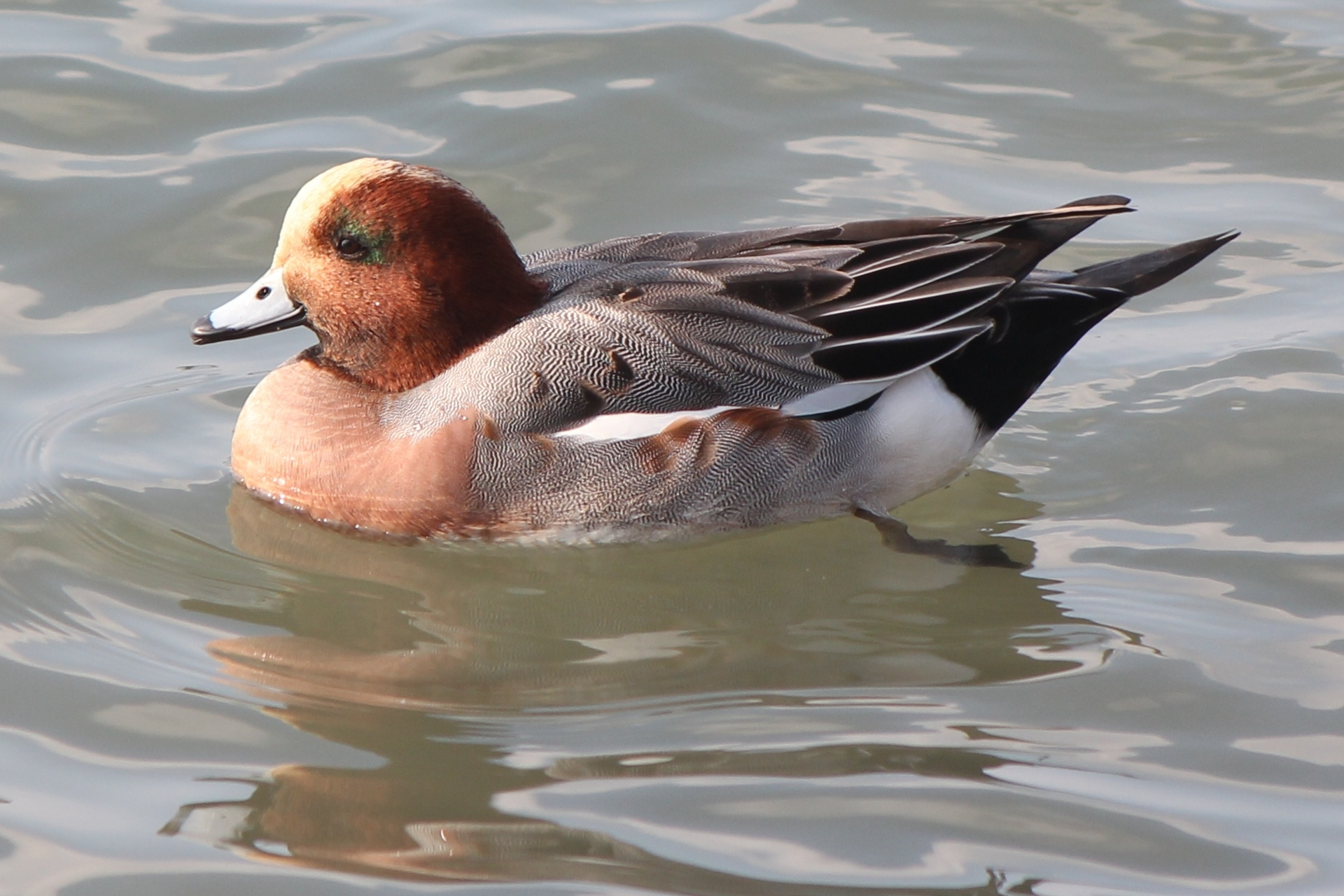
オス 羽換が進んだエクリプス、頭部がクリーク色であることがヒドリガモの特徴
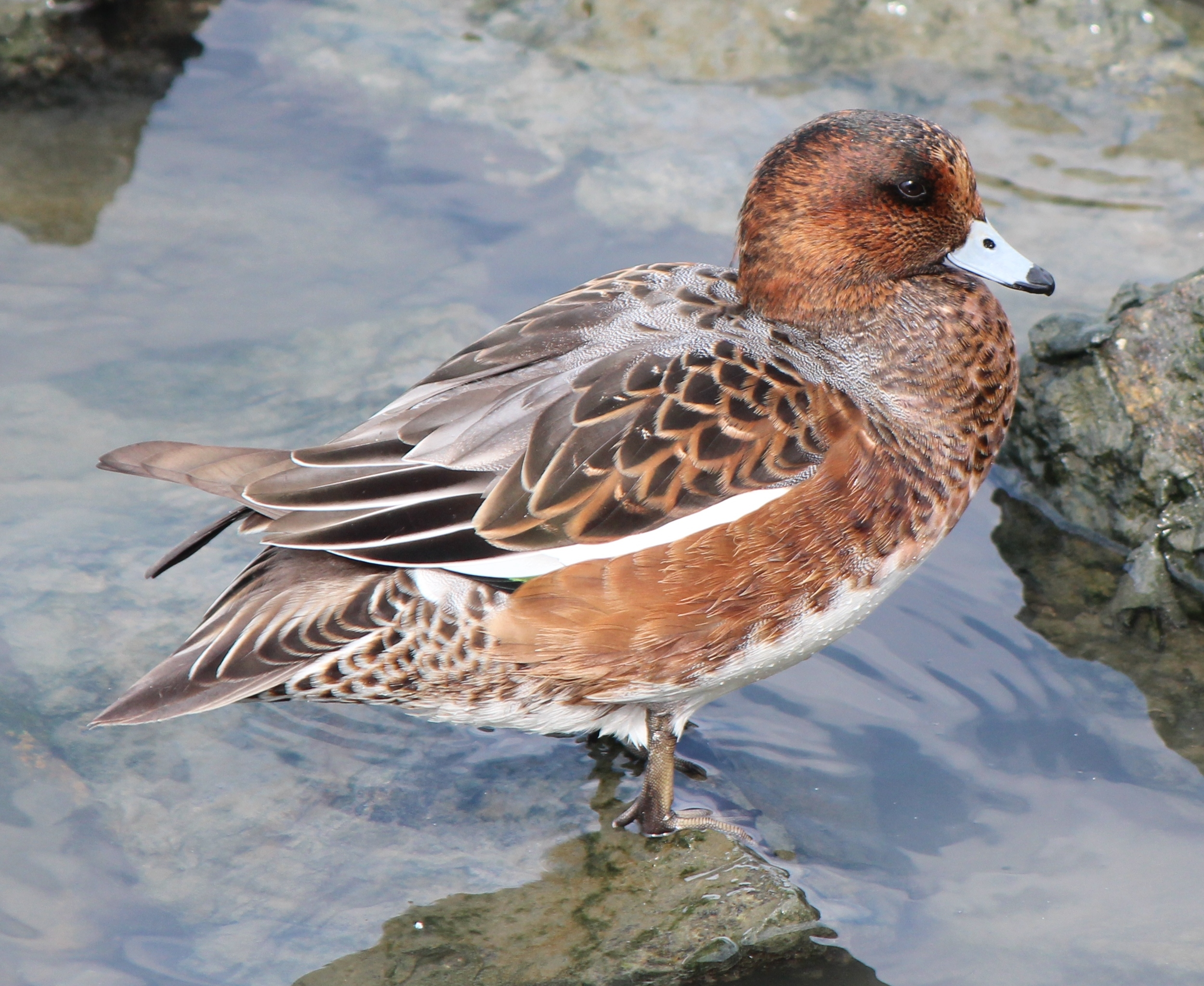
エクリプス メスと似ているが、雨覆羽が白く全体に赤みが強い
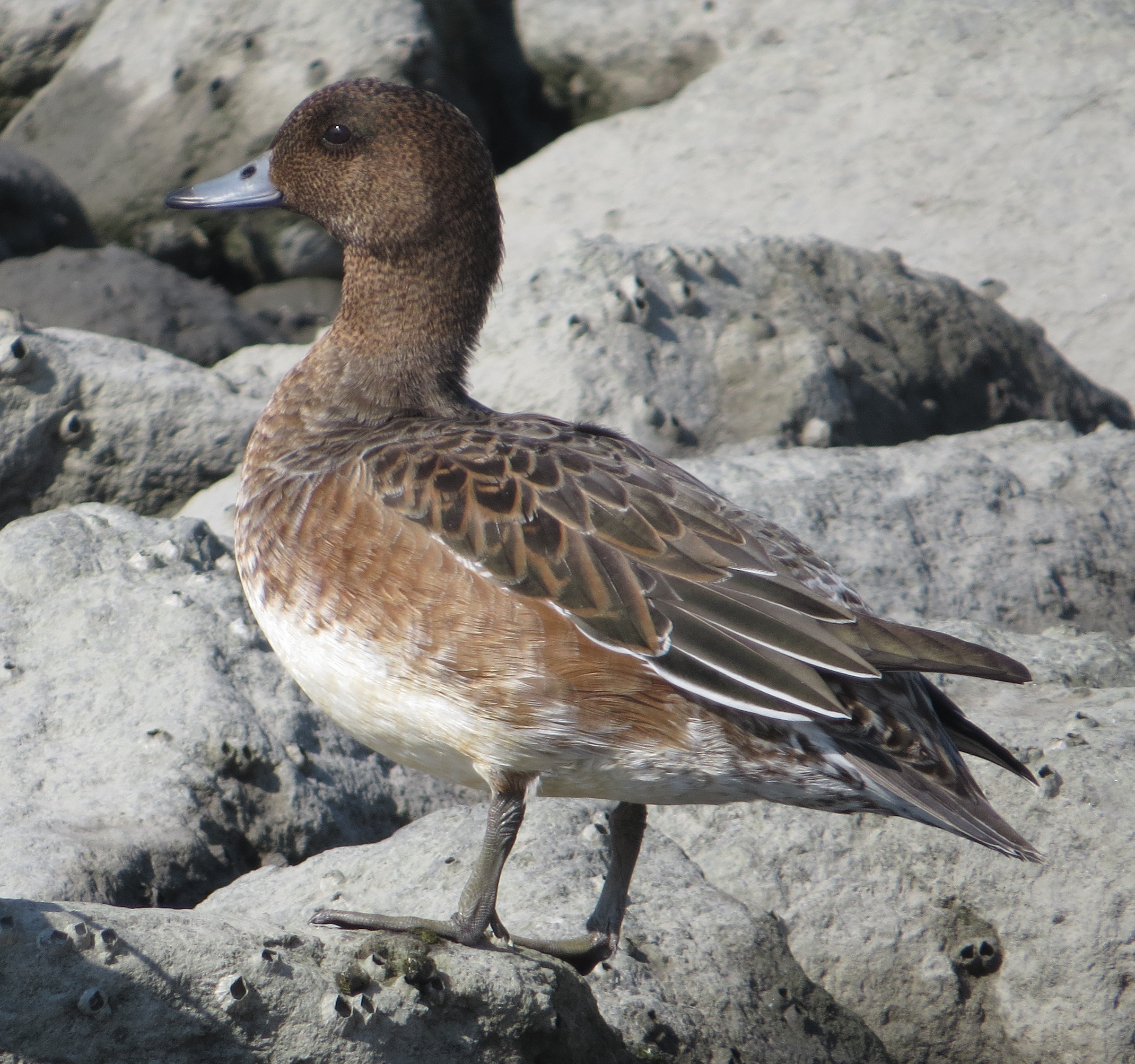
メス
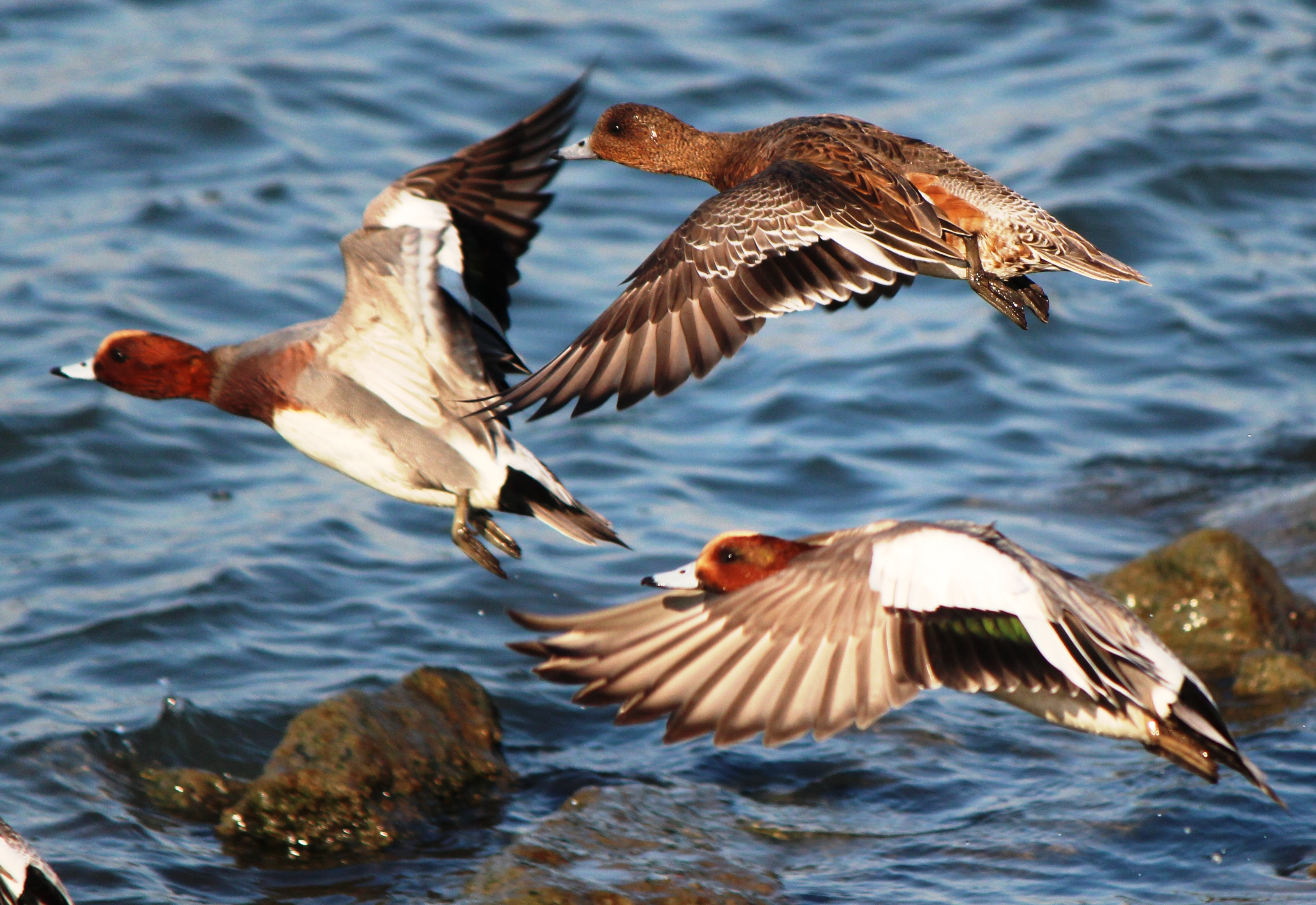
翼を広げて着水しようとするヒドリガモ。右上はメス。左はオス。右下のオスの次列風切羽の外弁には金属光沢がある緑色の模様（翼鏡）が見える
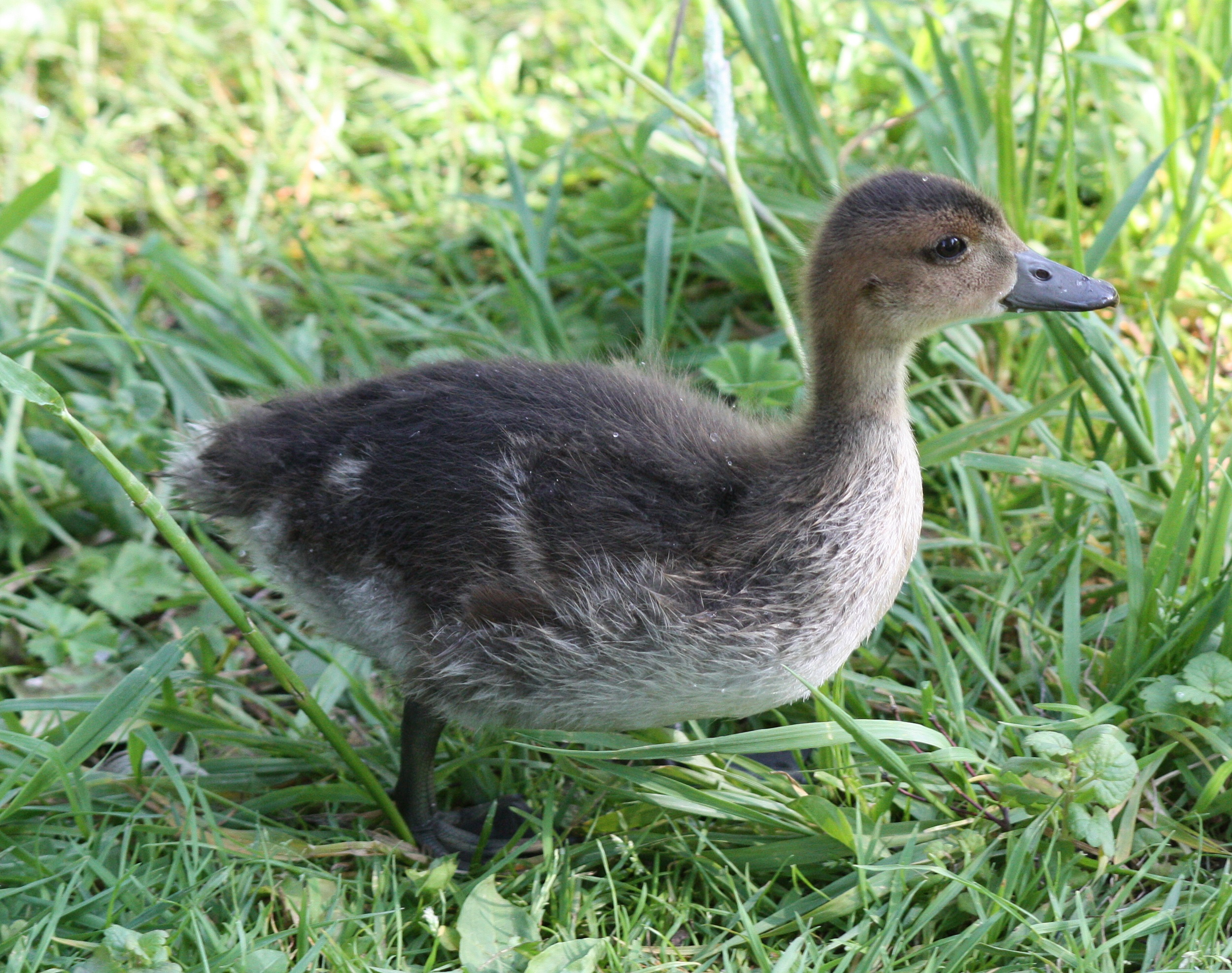
雛
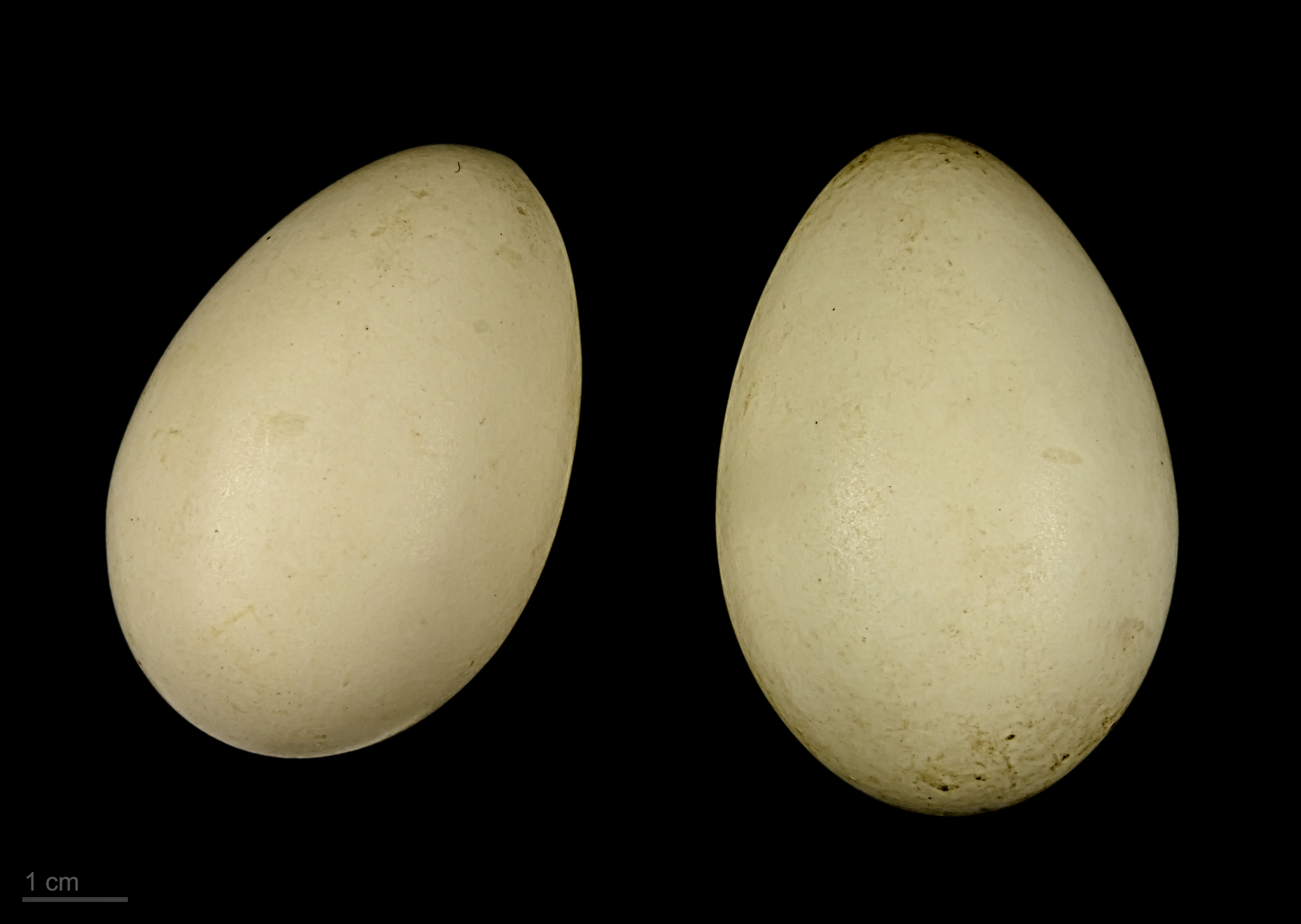
Museum specimen

## 生態
越冬時は、湖沼、池、河川、河口、海岸、干潟などに生息する。数百羽の群れになることもある。繁殖期はツンドラ地帯や針葉樹林にある湿地などに生息する。
食性は植物食であるが、水生昆虫や軟体動物を食べることもある。潜水して捕食はせず、水面に浮かぶ植物の葉、茎、根、種子等を採食する。また、岸や中洲に上がって陸上の植物も食べる。海草、海藻も好んで食べるので、他の淡水型カモ類と比べると、海岸付近で観察されることも多い。昼間は群れで湖沼の中央や陸地に上がって休息し、夕方から明け方にかけて水田や河川などの餌場に向かい採餌することが多い。海岸近くで生活する個体は、夜海上で海苔などの海藻類を採食する。
繁殖形態は卵生。水辺の草地などに営巣し、1腹7-11個の卵を産む。抱卵日数は23-25日である。
オスは口笛のような「ピュー、ピュー」という特徴ある甲高い声でよく鳴き（ オスの鳴き声）、メスは他のカモ同様低い声で「ガァー、ガァー」と鳴く。

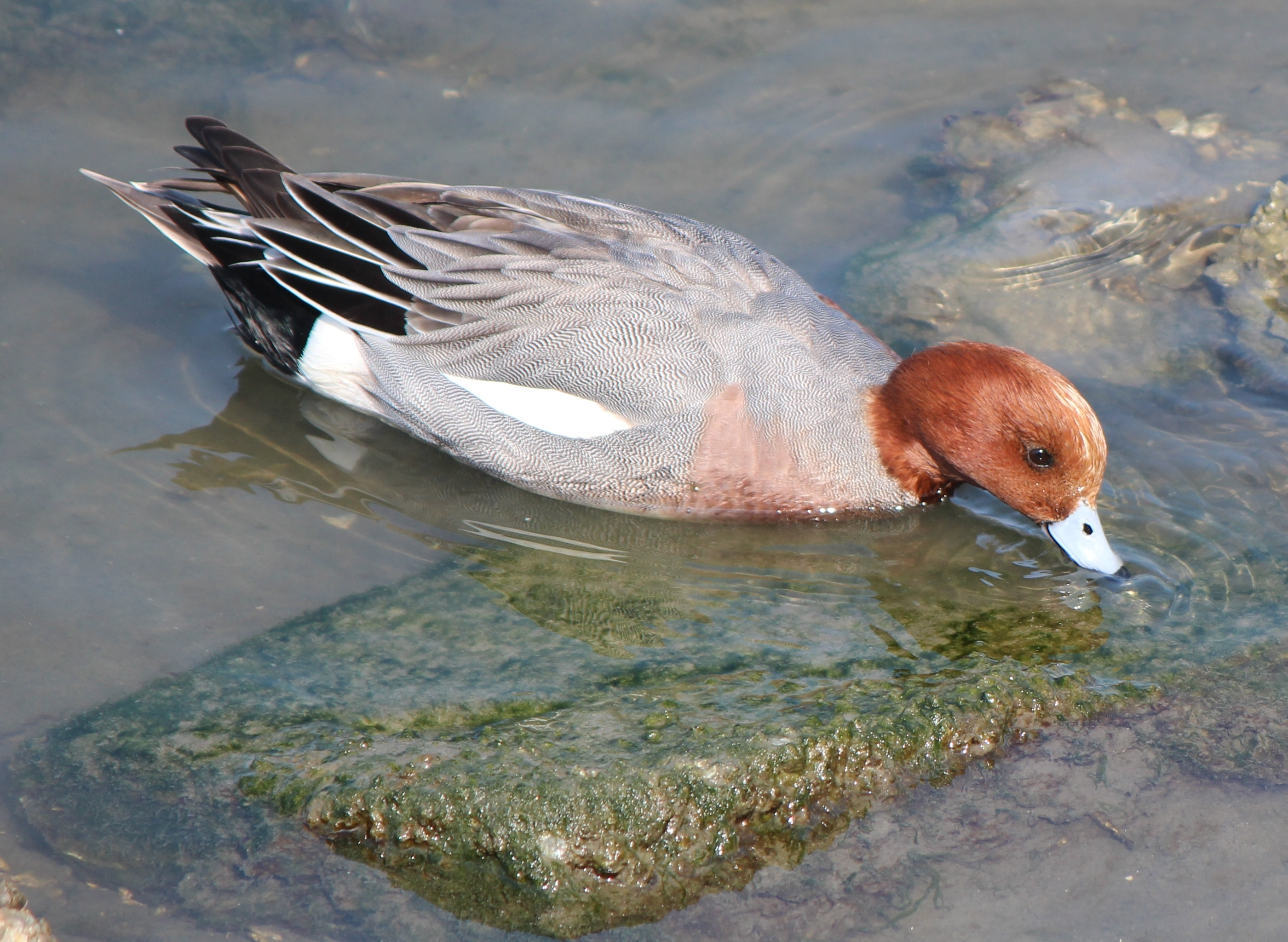
干潟の岩に付いた藻を食べるオス
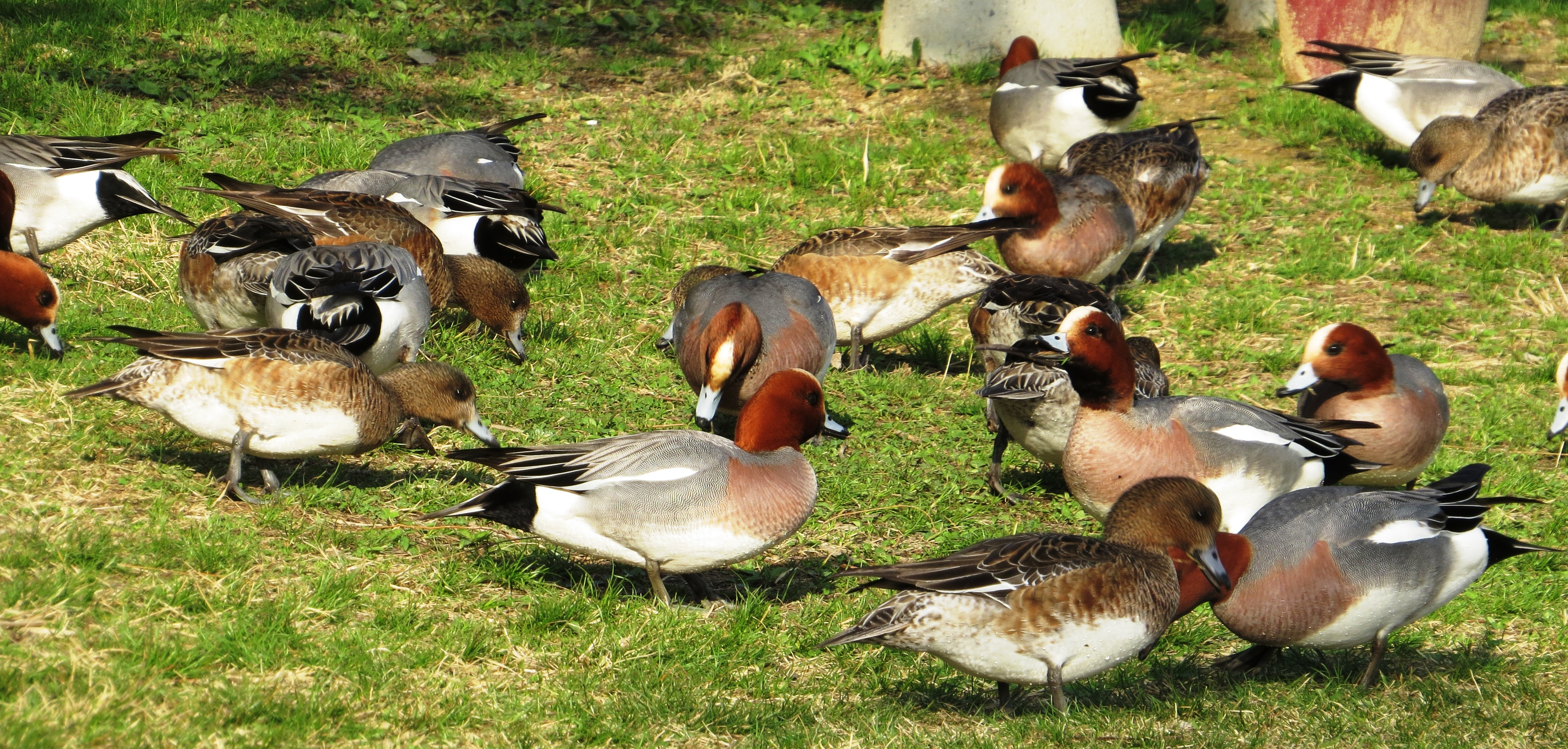
池から陸地に上がって草を食べる群れ
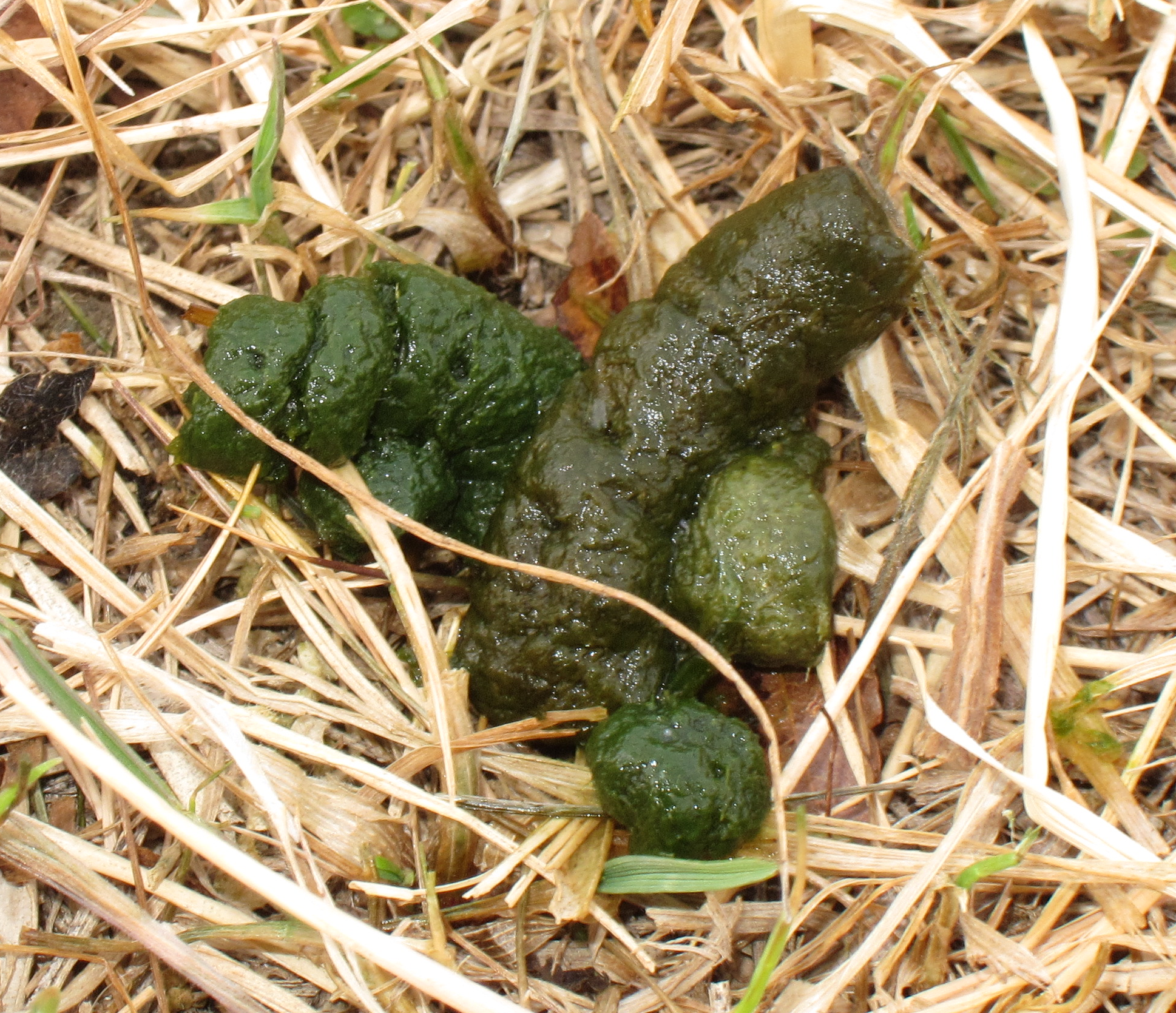
吐いたばかりでまだ湿っているヒドリガモのペリット (長さ約3cm)
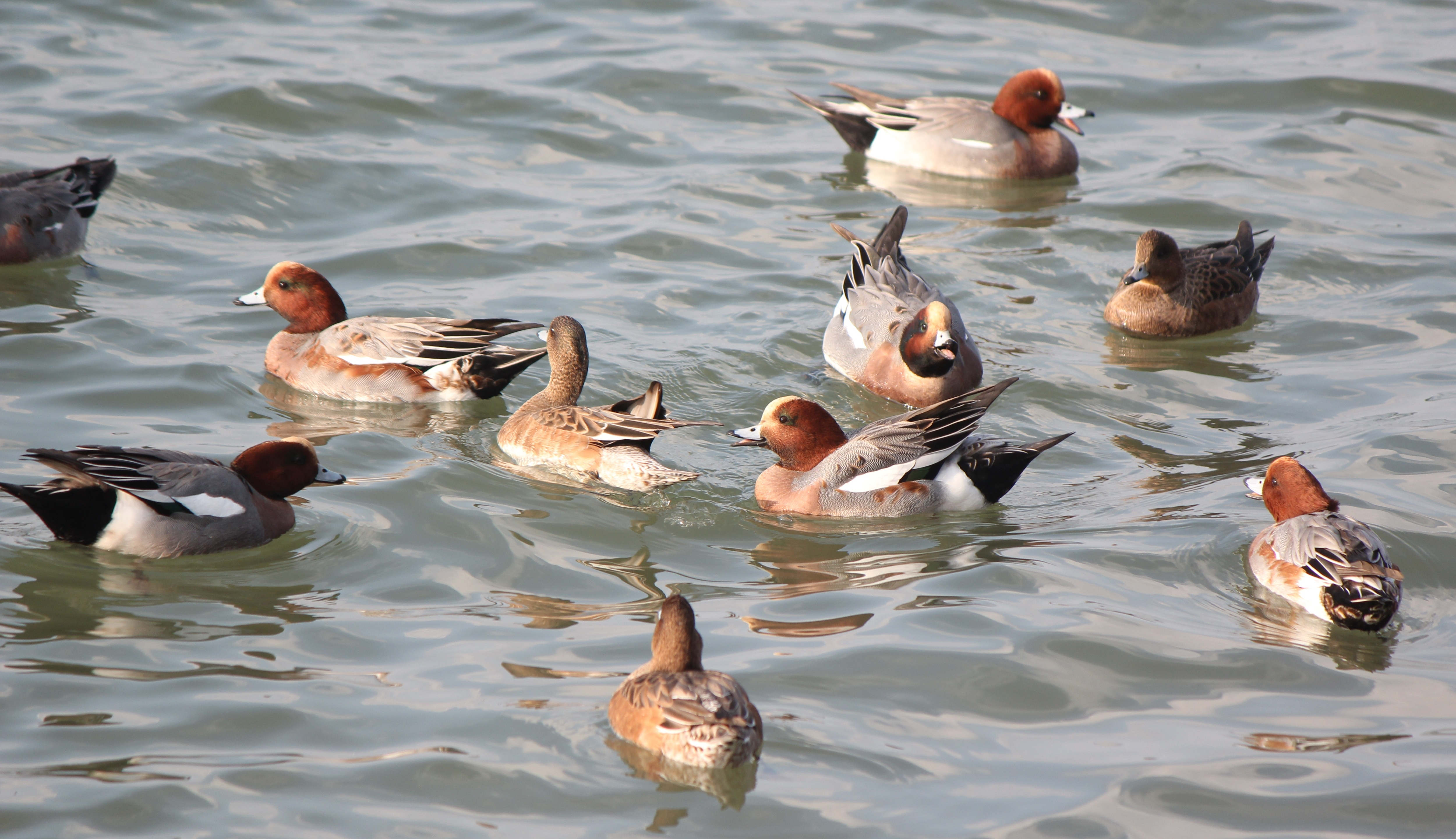
オスが口笛のような「ピュー、ピュー」という甲高い声で鳴き合う様子

## 名前の由来

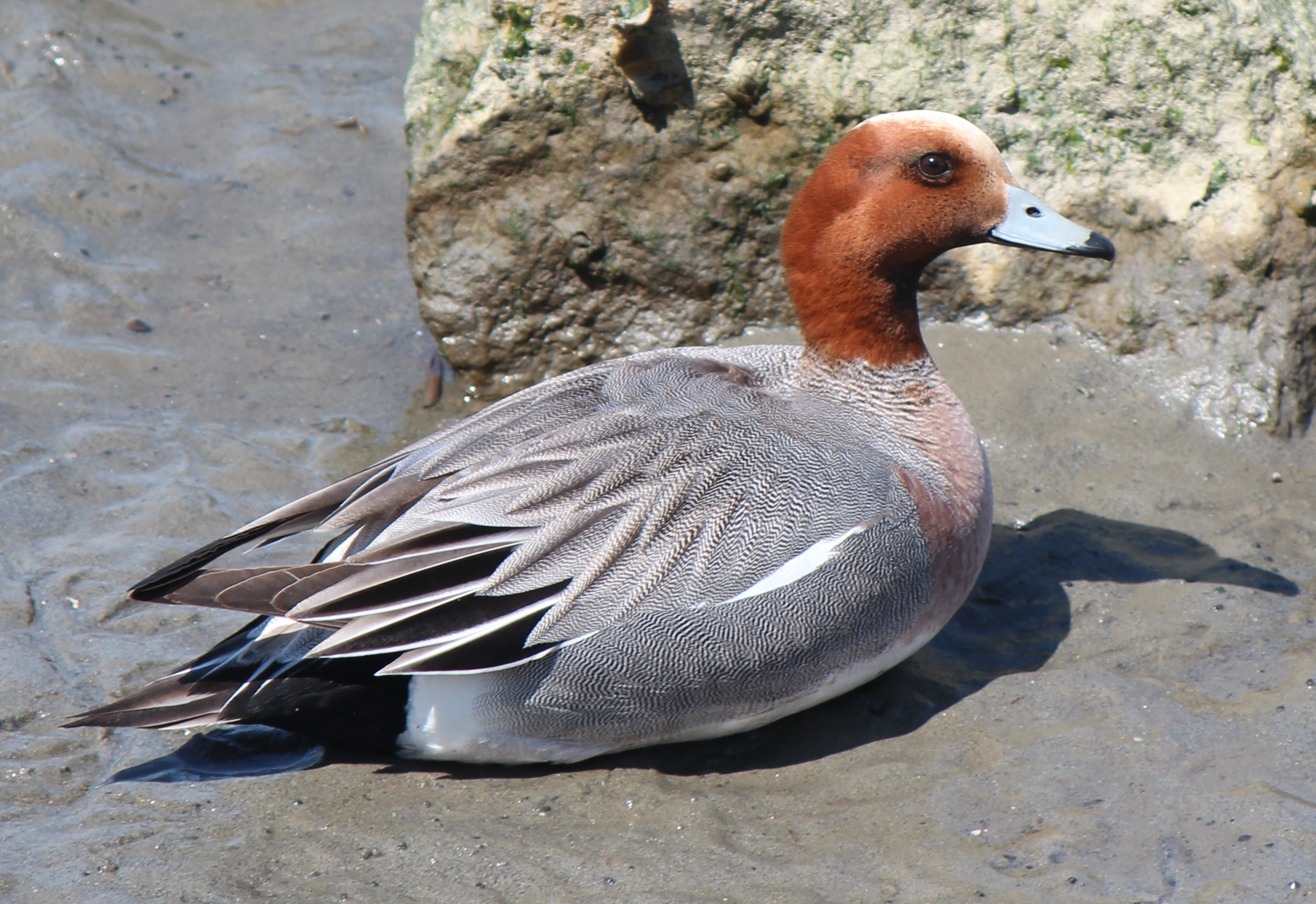
ヒドリガモのオスの頭部は茶褐色で、和名はこの羽色を緋色にたとえたことに由来する

学名の属名（Ans）は「カモ類」を意味し、種小名（penelope）は人名に由来する。
和名は頭部の羽色を緋色にたとえたことに由来する。緋鳥（ひどり）と呼ばれ、その後ヒドリガモとなった。異名として、赤頭、息長鳥、あかがし、そぞがも、みょうさく、ひとり、あかなどがある。

## 分類

### 交雑個体
主に北アメリカに生息する近縁種のアメリカヒドリ（Mareca americana）とは繁殖地が近接している（シベリア東部では両種が混在する繁殖地もある）ので、ヒドリガモとアメリカヒドリの交雑個体が観察されることがある。稀な冬鳥としてヒドリガモの群れに混じって日本に飛来することがある。アメリカヒドリのメスの頭部は白っぽいが、ヒドリガモのメスは褐色。

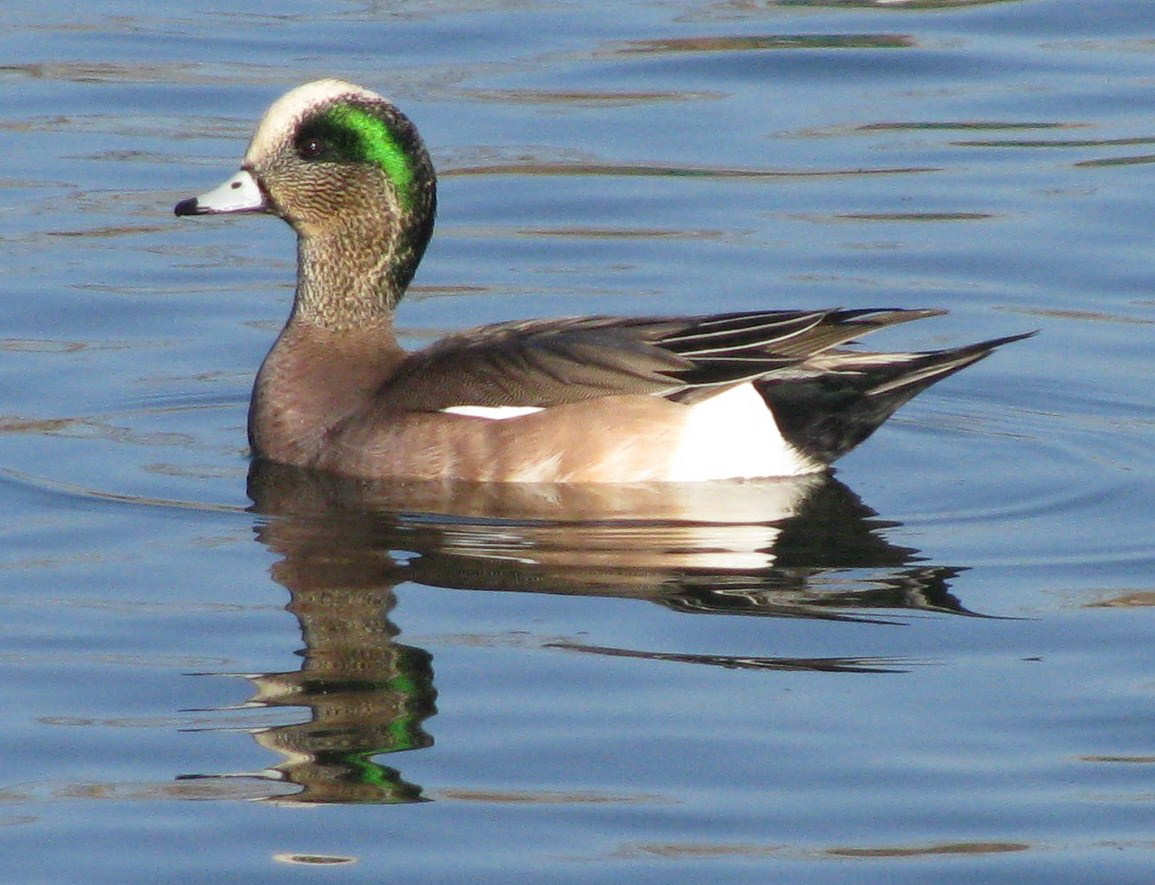
近縁種のアメリカヒドリのオス 目の後ろの方に緑色の光沢部がある
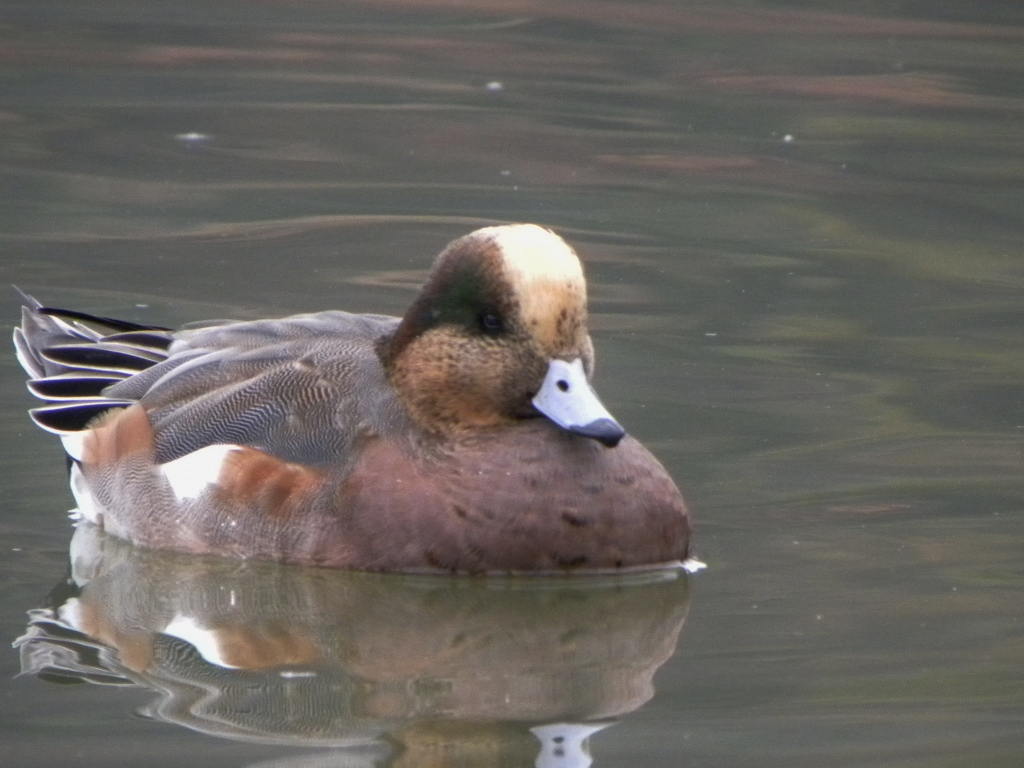
ヒドリガモとアメリカヒドリとの交雑個体（個体によって表れる特徴は異なる｡）
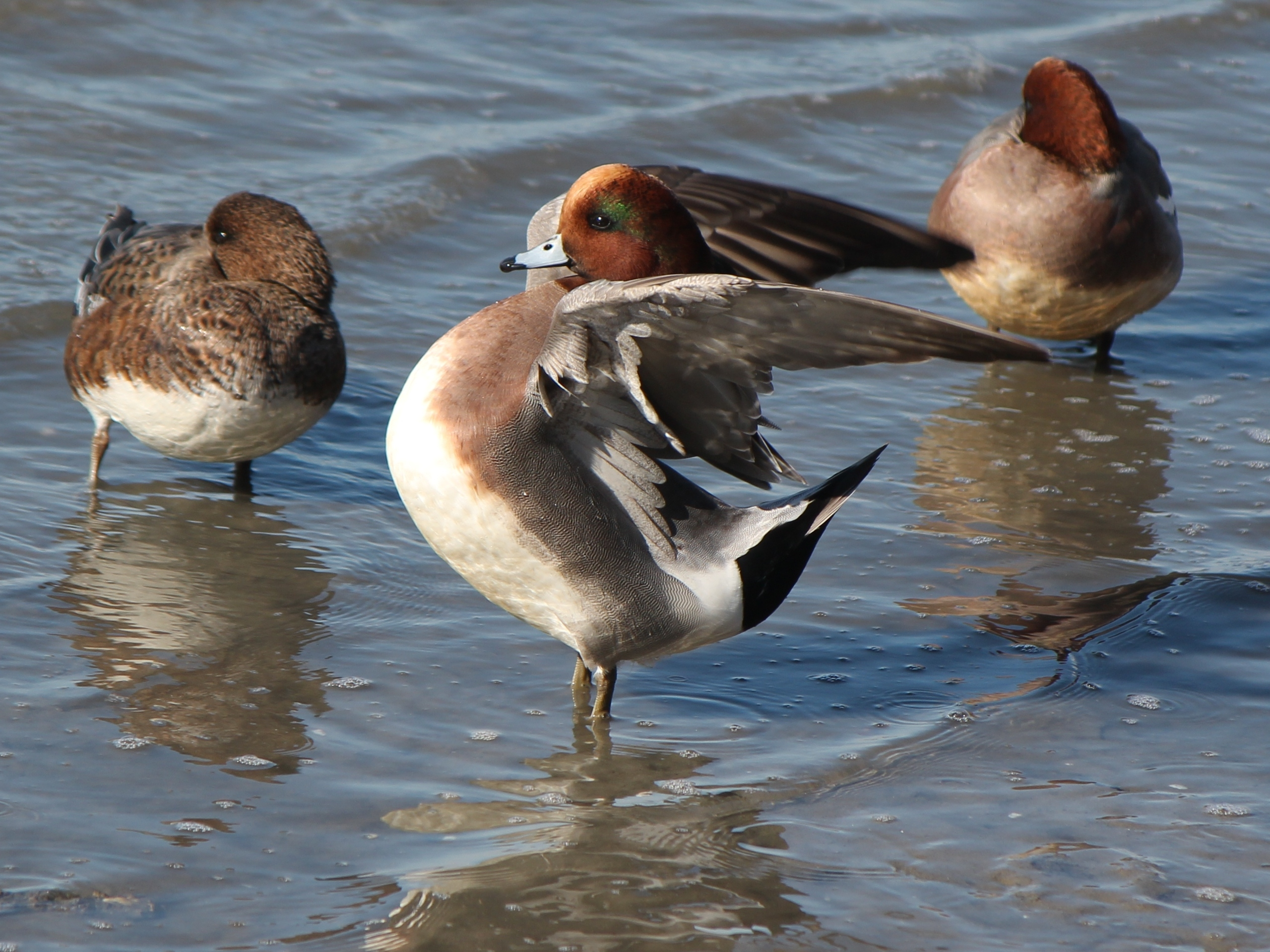
ヒドリガモのオス 目の後ろの方に緑色の光沢部がある個体

## 種の保全状況評価

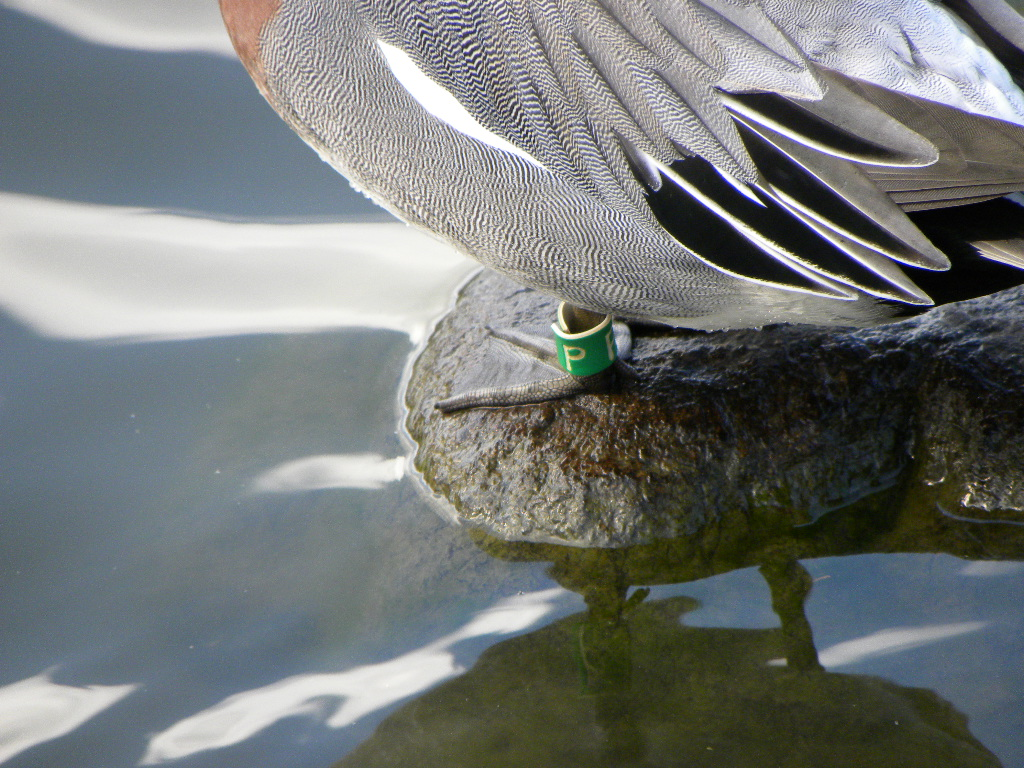
鳥類標識調査のためにヒドリガモに取り付けられた足環

個体数は減少傾向にあり、国際自然保護連合（IUCN）により2012年からレッドリストの軽度懸念（LC）の指定を受けている。
日本では全国の多数の調査地点で個体数の調査が実施されている。飛来し越冬する個体数は1996年から2009年までの間でほぼ安定傾向にあり、17都道府県で減少傾向、11県で増加傾向であった。環境省や都道府県によりレッドリストの指定を受けていない。
1979年に多摩動物公園が日本国内での初めての人工繁殖に成功し、また1998年旭山動物園が日本国内での初めて繁殖に成功し、それぞれ繁殖賞を受賞した。

## 人間との関係
日本では鳥獣の保護及び管理並びに狩猟の適正化に関する法律により、狩猟鳥として狩猟鳥獣対象の一種に指定されている。肉が食用に賞味されるが臭みがあるのであまり好まれない。またマガモなどと比較して小さく、得られる肉量が少ないことも手伝って狩猟される機会は少ない。
養殖場の海苔や、栽培している大麦を食害することがあるため、害鳥として嫌われることがある。